# Louisensee
Der Louisensee ist ein Baggersee in Peckeloh, einem Ortsteil der westfälischen Stadt Versmold. Er wird unter anderem,  als Teil des Peckeloher Freizeit- und Erholungsgebiets, als Badesee genutzt.

## Geographie
Der See hat eine Fläche von ca. 9 ha und ist bis zu 3 Meter tief. In dem See befinden sich 2 Inseln.